# Talipariti celebicum
Talipariti celebicum är en malvaväxtart som först beskrevs av Sijfert Hendrik Koorders, och fick sitt nu gällande namn av Paul Arnold Fryxell. Talipariti celebicum ingår i släktet Talipariti och familjen malvaväxter. Inga underarter finns listade i Catalogue of Life.